# Olisavino
Olisavino (în rusă Олисавино) este o localitate rurală (un sat) din așezarea rurală Yesiplevskoye, districtul Kolchuginsky, regiunea Vladimir, Rusia. Populația era de 2 locuitori începând din 2010.  Există 3 străzi.

## Geografie
Satul este situat la 6 km sud-est de Yesiplevo și 13 km est de Kolchugino.